# Aven Romale
Aven Romale is een nummer van Gipsy.cz. Het was tevens het nummer waarmee de groep Tsjechië vertegenwoordigde op het Eurovisiesongfestival 2009 in de Russische hoofdstad Moskou. Daar werd Gipsy.cz uiteindelijk laatste in de eerste halve finale, zonder ook maar één punt te hebben behaald. Het zou nog zes jaar duren voor er nog iemand puntenloos huiswaarts werd gestuurd, namelijk Oostenrijk en Duitsland in de finale van 2015. Na deze derde deelname trok Tsjechië zich terug uit het Eurovisiesongfestival. Zes jaar later, in 2015, keerde Tsjechië terug met het nummer "Hope never dies" van Marta Jandová en Václav Noid Bárta.

## Resultaat
| Plaats | Land      | Artiest           | Lied        | Punten |
| ------ | --------- | ----------------- | ----------- | ------ |
| 16     | Bulgarije | Krassimir Avramov | Illusion    | 7      |
| 17     | België    | Copycat           | Copycat     | 1      |
| 18     | Tsjechië  | Gipsy.cz          | Aven Romale | 0      |